# Jodis putatoria
Jodis putatoria är en fjärilsart som beskrevs av Carl von Linné 1761. Jodis putatoria ingår i släktet Jodis och familjen mätare. Inga underarter finns listade i Catalogue of Life.